# Palacio Electoral de Bonn

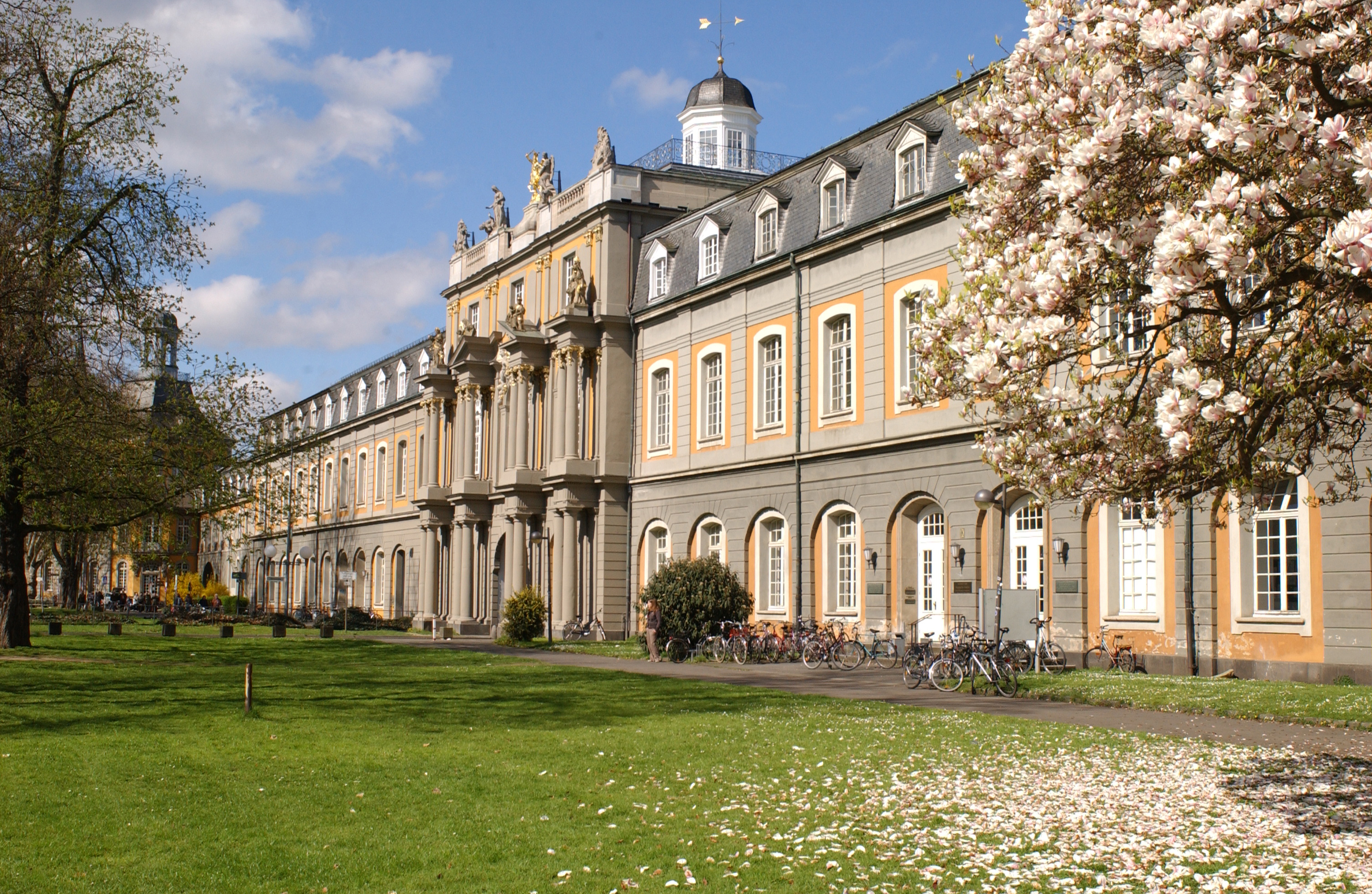
El edificio en 2007.

El Palacio Electoral (en alemán: Kurfürstliches Schloss) en Bonn es el anterior palacio residencial de los Príncipes-Electores de Colonia. Desde 1818, ha sido el edificio principal de la Universidad de Bonn en el centro de la ciudad, sede de la administración de la Universidad y de la facultad de humanidades y teología.
Fue construido por Enrico Zuccalli para el príncipe-elector José Clemente de Baviera entre 1697 y 1705. El Hofgarten, un gran parque en frente del edificio principal, es un lugar popular para los estudiantes para reunirse, estudiar y relajarse. El Hofgarten fue repetidamente un lugar para manifestaciones políticas, por ejemplo las manifestaciones contra los euromisiles de la OTAN el 22 de octubre de 1981, con unos 250.000 participantes.